# 나가시로 소노스케
나가시로 소노스케 (長代 聡之介, 1975년 1월 22일 - )는 일본의 남성 내레이터, 성우이다. 소속 사무소는 MC기획이다.
18년간 재적하고 있던 오사카 TV 탤런트 뷰로가 2018년 3월 31일부로 해산했기 때문에 같은 해 4월 1일 MC기획으로 이적했다.

## 음성 역할

### 애니메이션
- 더 킹 오브 파이터즈: 어나더 데이 (2006) – 애쉬 크림슨 (에피소드 4)

### 비디오 게임
- SNK vs. 캡콤: SVC 카오스 (2003) – 발록[1]
- 더 킹 오브 파이터즈 2003 (2003) – 애쉬 크림슨[2]
- 더 킹 오브 파이터즈 XI (2005) – 애쉬 크림슨[2]
- Doki Doki Akazukin (2007) – Mitchie
- 더 킹 오브 파이터즈 XII (2009) – 애쉬 크림슨[2]
- 더 킹 오브 파이터즈 XIII (2010) – 애쉬 크림슨, 사이키, 피의 나선에 미친 애쉬, 화 자이
- 더 킹 오브 파이터즈 올스타 (2019–20) – 애쉬 크림슨, 사이키[3][4]
- 더 킹 오브 파이터즈 XV (2022) – 애쉬 크림슨[5]